# Duitstalige Gemeenschapsverkiezingen 2019
Op zondag 26 mei 2019 werden in de Belgische Duitstalige Gemeenschap verkiezingen voor het Parlement van de Duitstalige Gemeenschap gehouden.

## Kandidaten

### Lijsttrekkers
| Partij | Partij | Lijsttrekker        |
| ------ | ------ | ------------------- |
|        | CSP    | Colin Kraft         |
|        | Ecolo  | Freddy Mockel       |
|        | ProDG  | Oliver Paasch       |
|        | PFF    | Isabelle Weykmans   |
|        | Vivant | Michael Balter      |
|        | SP     | Antonios Antoniadis |

### Kandidatenlijsten
Hieronder staan de kandidatenlijsten van de partijen. De verkozenen staan vetgedrukt.
| Plaats      | Vivant             | Ecolo                    | ProDG              | CSP                     | PFF-MR                    | SP                          |             |
| Effectieven | Effectieven        | Effectieven              | Effectieven        | Effectieven             | Effectieven               | Effectieven                 | Effectieven |
| ----------- | ------------------ | ------------------------ | ------------------ | ----------------------- | ------------------------- | --------------------------- | ----------- |
| 1           | Michael Balter     | Freddy Mockel            | Oliver Paasch      | Colin Kraft             | Isabelle Weykmans         | Antonios Antoniadis         |             |
| 2           | Diana Stiel        | Inga Voss-Werding        | Lydia Klinkenberg  | Patricia Creutz-Vilvoye | Alexander Miesen          | Céline Kever                |             |
| 3           | Alain Mertes       | Andreas Jerusalem        | Harald Mollers     | Pascal Arimont          | Gregor Freches            | Karl-Heinz Lambertz         |             |
| 4           | Andreas Meyer      | Dominique Klütgens-Wey   | Petra Schmitz      | Jolyn Huppertz          | Evelyn Jadin              | Charles Servaty             |             |
| 5           | Elena Peters       | Björn Marx               | José Grommes       | Robert Nelles           | Max Munnix                | Ilona Wetzels-Beckers       |             |
| 6           | Tony Brusselmans   | Vanessa Oestges          | Liesa Scholzen     | Jérôme Franssen         | Christine Mauel           | Kirsten Neycken-Bartholemy  |             |
| 7           | Reinhold Ritter    | Grigori Arakelian        | Joseph Hilligsmann | Sandra Houben-Meessen   | Karl-Heinz Klinkenberg    | Matthias Zimmermann         |             |
| 8           | Sabine Jacobs      | Jennifer Margraff        | Freddy Cremer      | Patrick Knops           | Daniel Müller             | Björn Klinkenberg           |             |
| 9           | Marco Hoffmann     | Issa Gamboulatov         | Kathy Elsen        | Steffi Pauels           | Maëlle Locht              | Patrick Spies               |             |
| 10          | Karolien Verheyen  | Gaby Frauenkron-Schröder | Jürgen Hezel       | Gerd Völl               | Michael Heck              | Anja Haas                   |             |
| 11          | Raphael Tangeten   | Frédéric Arens           | Ingrid Herzog      | Etienne Simar           | Melanie Terren            | Jean-Pierre Wetzels         |             |
| 12          | Monique Mertens    | Carlotta Ortmann         | Marliese Breuer    | Chantal Kessler         | Frederik Wertz            | Sharmaine Staner            |             |
| 13          | Jean-Pierre Nelles | Frédéric Gabriel         | Carina Schröder    | Bernd Kärthauser        | Shayne Piront             | Frédéric Straet             |             |
| 14          | Yvonne Reip        | Claudia Schmitz          | Andreas Lejeune    | Elena Theissen          | Uwe Köberich              | Jean-Luc Velz               |             |
| 15          | Bruno Tumelero     | Mark De Block            | Ludwig Gielen      | Cindy Rauw              | Larissa Stoffels          | Syna Gatta-Lauffs           |             |
| 16          | Christel Meyer     | Luisa Rauw               | Celestine Lenz     | Marie Schoonbrood       | Frédéric Krickel          | Sandra Mentenich-Huppermans |             |
| 17          | Manon Petit        | Alex Benker              | Lisa Göbbels       | Resel Reul-Voncken      | Sylvia Kirschfink-Theves  | Lothar Faymonville          |             |
| 18          | Patrick Severin    | Astrid Semaille          | Sandro Schmitz     | Roland Lentzen          | André Britz               | Jörg Lentzen                |             |
| 19          | Arlette Kreps      | Berthold Müller          | Fabrice Maassen    | Elly Jodocy             | Gerd Schumacher           | Monika Isańska              |             |
| 20          | Stephany Joucken   | Fabienne Colling         | Anne Schröder      | Helmuth Wiesen          | Yvonne Christmann         | Renuka Dries                |             |
| 21          | René Peeren        | Fabrice Baumgarten       | Cara Henning       | Anja Geron-Fassbaender  | Vanessa Scholl            | Karin Lejeune               |             |
| 22          | Pascale Baudimont  | Louisa Thielen           | Inge Schommer      | Frédéric Marenne        | Manuel Jodocy             | Marcel Strougmayer          |             |
| 23          | Christoph Theis    | Dany Hilgers             | Karl-Heinz Marquet | Joky Ortmann            | Isabelle Brüll-Schifflers | Nadine Rotheudt             |             |
| 24          | Nicole Voncken     | Katrin Klein             | Raymond Heiners    | Nina Klubert            | Véronique Barth-Gentges   | Sonja Cloot                 |             |
| 25          | Josef Meyer        | Hans Niessen             | Alfons Velz        | Marcel Henn             | Yves Derwahl              | Edmund Stoffels             |             |

## Uitslagen
| Partij               | Partij               | 2019    | 2019  | 2019   | 2014    | 2014  | 2014   | verschil | verschil | verschil |
| Partij               | Partij               | stemmen | %     | zetels | stemmen | %     | zetels | stemmen  | pp       | zetels   |
| -------------------- | -------------------- | ------- | ----- | ------ | ------- | ----- | ------ | -------- | -------- | -------- |
|                      | ProDG                | 9.146   | 23,33 | 6      | 8.352   | 22,21 | 6      | 794      | 1,12     | 0        |
|                      | CSP                  | 9.069   | 23,14 | 6      | 9.351   | 24,86 | 7      | -282     | -1,72    | -1       |
|                      | SP                   | 5.820   | 14,85 | 4      | 6.047   | 16,08 | 4      | -227     | -1,23    | 0        |
|                      | Vivant               | 5.807   | 14,81 | 3      | 3.994   | 10,62 | 2      | 1.813    | 4,19     | 1        |
|                      | Ecolo                | 4.902   | 12,51 | 3      | 3.590   | 9,54  | 2      | 1.312    | 2,97     | 1        |
|                      | PFF-MR               | 4.454   | 11,36 | 3      | 5.847   | 15,55 | 4      | -1.393   | -4,19    | -1       |
|                      | Parti Libertarien    | -       | -     | -      | 432     | 1,15  | 0      | -        | -        | -        |
| Totaal Geldig        | Totaal Geldig        | 39.198  | 100   | 25     | 37.613  | 100   | 25     | 1.585    | 0        | 0        |
| Blanco & Ongeldig    | Blanco & Ongeldig    | 3.305   | 7,78  |        | 4.711   | 11,13 |        | -1.406   | -3,35    |          |
| Totaal Stemmen       | Totaal Stemmen       | 42.503  | 100   |        | 42.324  | 100   |        | 179      | 0        |          |
| Absenteïsme          | Absenteïsme          | 6.938   | 14,03 |        | 6.676   | 13,62 |        | 262      | 1,01     |          |
| Ingeschreven Kiezers | Ingeschreven Kiezers | 49.441  | 100   |        | 49.000  | 100   |        | 441      | 0        |          |

## Verkozenen

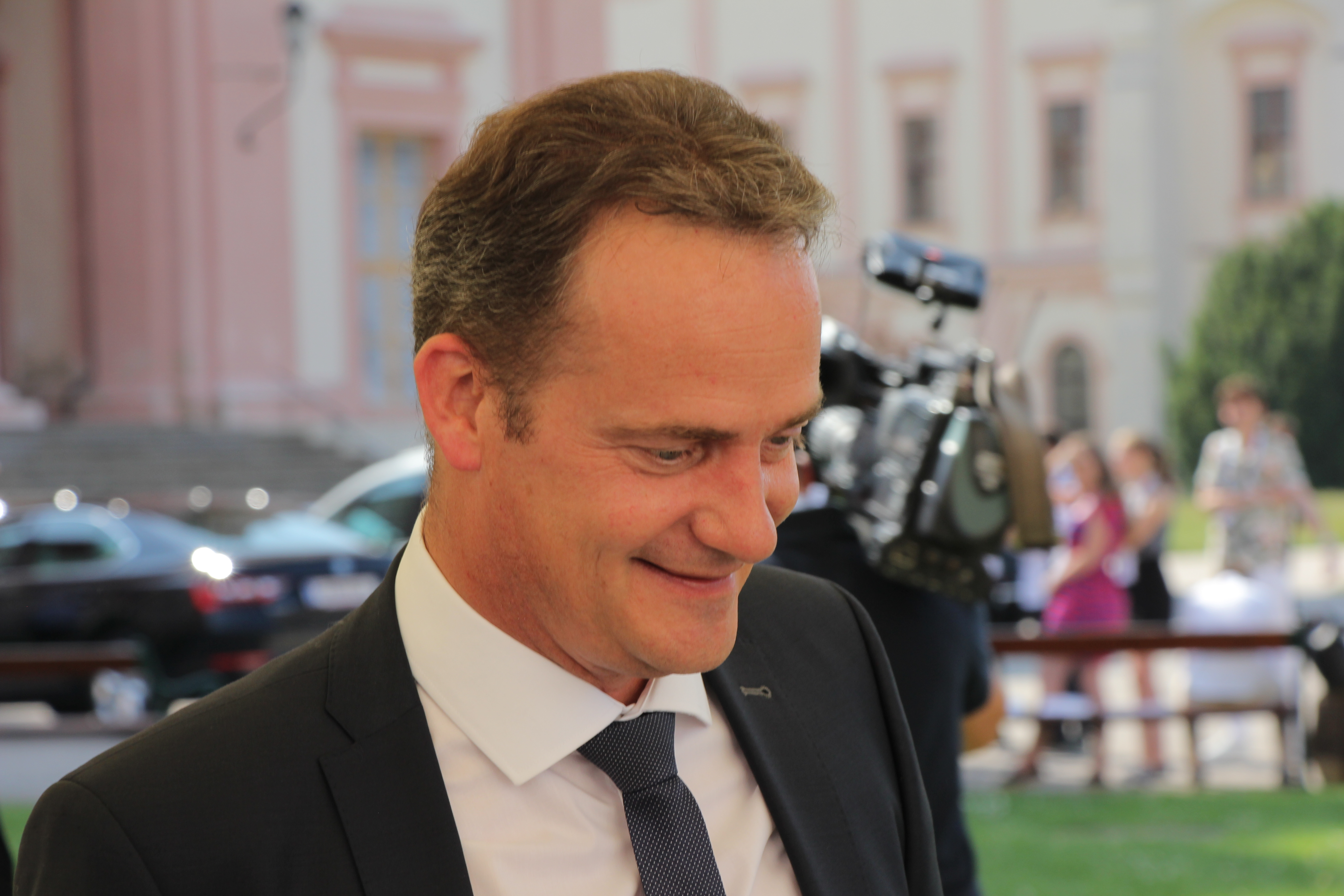
Minister-president Paasch kreeg de meeste voorkeurstemmen

Verkozenen (met vermelding van partij en aantal voorkeursstemmen):
| - Oliver Paasch (ProDG, 4.947) - Pascal Arimont (CSP, 3.151) - Michael Balter (Vivant, 2.975) - Antonios Antoniadis (SP, 2.796) - Colin Kraft (CSP, 2.407) - Isabelle Weykmans (PFF, 2.193) - Harald Mollers (ProDG, 2.036) - Patricia Creutz-Vilvoye (CSP, 1.932) | - Robert Nelles (CSP, 1.485) - Edmund Stoffels (SP, 1.282) - Lydia Klinkenberg (ProDG, 1.259) - Jérôme Franssen (CSP, 1.242) - Alexander Miesen (PFF, 1.201) - Freddy Mockel (Ecolo, 1.151) - Inga Voss-Werding (Ecolo, 1.130) - Alain Mertes (Vivant, 1.120) - Petra Schmitz (ProDG, 1.084) | - Jolyn Huppertz (CSP, 1.002) - José Grommes (ProDG, 989) - Karl-Heinz Lambertz (SP, 973) - Liesa Scholzen (ProDG, 910) - Gregor Freches (PFF, 817) - Andreas Jerusalem (Ecolo, 786) - Diana Stiel (Vivant, 696) - Céline Kever (SP, 551) |

## Regeringsformatie
De regering-Paasch II werd gevormd met de partijen ProDG, SP en PFF: dezelfde coalitie als die van de uittredende regering-Paasch I.